# بوابة فصل إقصائي منفي
| المداخل | المداخل | المخارج  |
| A       | B       | A XNOR B |
| ------- | ------- | -------- |
| 0       | 0       | 1        |
| 0       | 1       | 0        |
| 1       | 0       | 0        |
| 1       | 1       | 1        |

 بوابة الفصل الإقصائي المنفي (بالإنجليزية: EXclusive Negative OR،أو تختصر:EXNOR، أوXNOR)، هي بوابة منطقية رقمية وتتلخص وظيفتها
في التكملة المنطقية لبوابة الفصل الإقصائي.
وبالنظر للجدول المقابل يتضح أن هذه البوابة تخالف أو تكمل منطقيا بوابة اكس اور، فعندما يكون المدخل (A) أو(B) قيمته (1) والاخر قيمته (0) فإن الخارج يكون (1) في بوابة اكس اور ويكون صفر في بوابة اكس نور.

## رمز البوابة

البوابة XNOR

بوابة اكس نور لها رمزين متباينين احدهما شبية بالبوابة اكس اور مع إضافة الفقاعة العاكسة من الأمام والآخر هو شكلي مستطيل.